# L'Atelier au mimosa
L'Atelier au mimosa est un tableau peint par Pierre Bonnard en 1939-1946. Cette huile sur toile représente un mimosa par une fenêtre de son atelier au Cannet, dans les Alpes-Maritimes. Elle est conservée au musée national d'Art moderne, à Paris.